# Boka László (irodalomtörténész, 1974)
Boka László (Nagyvárad, 1974. augusztus 9. –) József Attila-díjas erdélyi (partiumi) származású magyar irodalomtörténész, kritikus, egyetemi oktató. Dutka Ákos oldalági rokona. 1999 és 2007 közt az Országos Széchényi Könyvtár tudományos munkatársa, irodalmi szakreferense, 2007 és 2020 között a Nemzeti Könyvtár Tudományos igazgatója és az OSZK Kiadó vezetője, 2021-től az MTA (jelenleg HUN-REN) BTK Irodalomtudományi Intézet tudományos főmunkatársa, 2012 óta a Partiumi Keresztény Egyetem docense.

## Életpályája
Nagyváradon, az Ady Endre Gimnáziumban érettségizett. 1992-ben kezdte meg egyetemi tanulmányait Kolozsváron, a Babeș–Bolyai Tudományegyetem bölcsészettudományi karának magyar nyelv és irodalom – angol nyelv és irodalom szakán. Felmenői közül a költő, hírlapíró, szerkesztő Dutka Ákos a nagyanyai nagybátyja, így részben családi indíttatásból már egyetemista korától foglalkozott a 20. század eleji  irodalmi modernséggel és ezen belül A Holnap antológiák szerepével.
1996-tól magiszteri tanulmányokat folytatott irodalomkritika és irodalomszociológia szakon Cs. Gyimesi Éva irányításával, mesteri dolgozatában már ekkor az irodalmi kánonképződés kérdéskörével foglalkozott. Ugyanekkortól Láng Gusztáv irányításával erdélyi magyar irodalom- és kritikatörténettel is foglalkozott. Részt vett a kolozsvári Láthatatlan Kollégium műhelymunkáiban, majd 1997 tavaszától az Erdélyi Múzeum-Egyesület ösztöndíjas hallgatójaként Szegeden (modern magyar irodalom tanszék) kutatással töltött egy félévet Ilia Mihály és Szigeti Lajos Sándor irányítása mellett. 
Doktori fokozatát az ELTE Összehasonlító Irodalomtudományi Doktori Iskolájában szerezte Szegedy-Maszák Mihály tanítványaként. Disszertációját (A divattól a kultuszig. Kanonizációs stratégiák Sütő András műveinek magyarországi recepciójában címmel) summa cum laude minősítéssel 2006-ban védte meg.
Erasmus-ösztöndíjasként 2002 tavaszán Hollandiában, a leideni egyetemen töltött egy egyetemi félévet, különböző nemzetközi csereprogramok és ösztöndíjak révén az Egyesült Államokban (Stanford University), Finnországban (Jyväskylä-i Egyetem) is kutatott egy-egy rövidebb időszakig.
Egyetemi éveitől rendszeresen publikál. Három önálló és több tucat szerkesztett kötete jelent meg, ezek mellett számos tanulmánykötetnek, irodalomtörténeti kézikönyvnek, kiállítási katalógusnak és szakkiadványnak a szerzője. Elsődleges kutatási területei: a 20. századi magyar irodalmi modernitás kérdései és irányai; az erdélyi magyar irodalom utóbbi 100 esztendeje; az összehasonlító irodalomtudomány kérdéskörei, kánonelméletek és kultuszkutatás, illetve kapcsolati hálók és írócsoportosulások; irodalom és társművészetek viszonya; 

## Munkahelyek, feladatkörök
1999-ben lett az Országos Széchényi Könyvtár (OSZK) munkatársa, irodalmi szakreferense, 2006 után minősített tudományos kutató.
2007 és 2020 között a Nemzeti Könyvtár Tudományos igazgatója és az OSZK Kiadó vezetője. A magyar nemzeti könyvtár kutatóintézeti vezetőjeként és az intézményi Tudományos Bizottság elnökeként ezen időszak alatt rendkívül összetett feladatokat látott el. Szervezte, irányította az unikális gyűjtemények tudományos igényű feltárására, feldolgozására irányuló tevékenységeket, másfelől országos hatókörű humántudományi kutatásokat koordinált: irodalom-, könyv- és sajtótörténeti, kodikológiai, nyomdászattörténeti, művelődéstörténeti feltáró munkát, valamint szervezte a retrospektív nemzeti bibliográfiát segítő hungarika-kutatásokat. Felelt az intézményi tudományos együttműködésekért, szervezte az éves tematikus nagykiállításokat és konferenciákat, felügyelte az OSZK nemzetközi kapcsolatait, valamint az intézmény irodalom- és történettudományi szakkönyvtári feladataiból és kiterjedt múzeumi kiállítótevékenységéből adódó főbb szakmai rendezvényeket. Rövid ideig ellátta az Intézmény főigazgató-helyettesi feladatait is.
2005-től irányította a nemzeti könyvtár szakkönyvkiadói tevékenységét és annak társkiadói programjait, 2008-tól teljeskörűen vezette az irányítása alatt önállóvá lett OSZK Könyvkiadót. A kiadói programban évente 25-40 kiadványt jegyzett az OSZK, tanulmányköteteket, díszalbumokat, bibliográfiákat, kiállítási katalógusokat, fakszimile kiadásokat stb. Számos hazai és nemzetközi könyves együttműködést alakított ki, igényes könyvsorozatokat indított el vagy meglévőket újított meg. A korábbi gyakorlattól eltérően saját szakmai stábot hozott létre, a tartalom mellett nagy hangsúlyt fektetve a minőségi megjelenésre, kivitelezésre is. Vezetése alatt a Kiadó számos rangos elismerésben és szakmai díjban részesült (Szép Magyar Könyv díjak, Fitz József-díj, Miniszterelnöki különdíj, Köztársasági elnöki különdíj, Antall József emlékdíjak, stb.), s teljes jogú tagja lett a Magyar Könyvkiadók és Könyvterjesztők Egyesülésének. http://www.oszk.hu/konyvkiado
2002-2006 között, az MTA TKI és az ELTE Ideológiák Kutatócsoportjának tudományos munkatársa volt.
2021-től a HUN-REN Bölcsészettudományi Kutatóközpont (korábbi MTA) Irodalomtudományi intézetének tudományos főmunkatársa (Modern Magyar Irodalmi Osztály)

## Oktatás
- 2012 óta a nagyváradi Partiumi Keresztény Egyetem Magyar nyelv- és irodalomtudományi tanszékének docense. (Főbb tantárgyai: Magyar irodalom a 20. század első felében; Erdélyi magyar irodalom; Magyar irodalom a 20. század második felében; Kortárs magyar irodalom; Komparatisztika és művelődéstudomány; Interpretációelméletek; Intermedialitás; Irodalomkritika)
- 2002/2003-ban az ELTE-n, 2016/2017-es tanévben a Pázmány Péter Katolikus Egyetem Történettudományi Intézetének MA programjában is tanított óraadóként.
- 2019/2020 tanévben a Károli Gáspár Református Egyetemen vezetett kutatási programot, mellette óraadóként tartott előadásokat az MTA Bolyai + (Új Nemzeti Kiválóság) program keretein belül.

## Kutatási területei, kutatóprojektek
A 20. századi magyar irodalmi modernitás kérdései és irányai; Az erdélyi magyar irodalom utóbbi 100 éve; Az összehasonlító irodalomtudomány kérdéskörei, kánonelméletek és kultuszkutatás; Kapcsolati hálók és írócsoportosulások, karriertörténetek; Irodalom és társművészetek viszonya; 
Felsorolt munkahelyei révén is (OSZK, MTA-ELTE, PKE) számos hazai és nemzetközi kutatási projekt résztvevője és/vagy irányítója, több tucat konferencia szervezője. Fontosabb tudományos projektek, kutatási programok:
- 2022–2023. Transzilvanizmuskoncepciók és -formák az erdélyi irodalmi életben: megvalósulás, kölcsönhatás, utóélet – Támogató: Sapientia Kutatási Programok Intézete (kutatásvezető)
- 2020–2021. Transzszilvanizmusformák, transzilvanizmusváltozatok – Támogató: MMA-OSZK (kutatásvezető, kötetszerkesztő)
- 2019–2020. Utak az irodalmi modernségben – Támogató: Új Nemzeti Kiválóság Program (Bolyai+ ösztöndíjas kutató)
- 2019-2023. A Holnap és az irodalmi/társadalmi modernség. Az MTA Bolyai János kutatási ösztöndíjával támogatott kutatás (ösztöndíjas kutató)
- 2019. „Valaki útravált…” Ady 100/101. Centenáriumi rendezvénysorozat (kiállítás, előadássorozat, díszkötet, hasonmás kiadások stb.) – Támogató: OSZK, NKA (projektvezető, szerző, szerkesztő)
- 2017–2019. Arany János 200 bicentenárium – Kiállítás, konferencia, kapcsolódó programok, 7 szakmai kiadvány megjelentetése (OSZK); a nagyszalontai Arany-kéziratok budapesti restaurálási programjának koordinálása – OSZK–Köztársasági Elnöki Hivatal–Nagyszalontai Emlékmúzeum); Arany János teljes kéziratos hagyatékának digitális közreadása (OSZK–MTA KIK–MTA ITI–PIM– Nagyszalontai Emlékmúzeum) – (projektvezető, konzorciumi tag)
- 2014–2016. Propaganda az első világháborúban / Propaganda in World War I. (kutatás, kiállítás, konferencia, kapcsolódó kiadványok) – Támogató: EMMI, Emlékbizottság, NKA, OSZK – (projektvezető, kurátor, szerkesztő)
- 2014–2020. Kuncz Aladár Összegyűjtött Munkái című életműkiadás. A Kuncz-kutatócsoport megszervezése, a sorozat köteteinek kiadása: a kutatási idő alatt 6 kötet! Támogató: OSZK; (partnerek: MTA Irodalomtudományi Intézet, Kriterion Könyvkiadó) – (sorozatszerkesztő, kutatásvezető)
- 2014. Forrás és utóélet. Hálózatok, irodalmi csoportosulások A Holnap körül és árnyékában. Támogató: Sapientia Kutatási Programok Intézete (kutatásvezető)
- 2012–2013. Armenians in the Carpathian Basin: exhibition, conference, volumes című kutatási projekt – Támogató: GWZO (Lipcse)–OSZK;– (projektvezető, munkatárs)
- 2009–2010 Magyar Nyelvemlékek – Támogató: OSZK, NKA, Balassi Intézet – (OSZK projektvezető, munkatárs)
- 2002–2006 MTA–ELTE Ideológiák kutatócsoport – (munkatárs)

## Lapszerkesztés, szerkesztőbizottsági tagság
- a Várad című kulturális havilapnak egyik alapítója és megszűnéséig (2002-2020) állandó munkatársa;
- az Irodalmi Magazin szerkesztőbizottsági tagja (2014-2018);
- 2011-től a Magyar Könyvszemle, valamint a Lymbus szerkesztőbizottsági tagja;
- 2021-től az Újvárad főmunkatársa;

## Könyvsorozatok, sorozatszerkesztés
Több könyvsorozat (Bibliotheca Scientiae et Artis; Kuncz Aladár Összegyűjtött Munkái; Értelmiségi karriertörténetek, kapcsolathálók, írócsoportosulások; Nemzeti Téka) sorozatszerkesztője.

## Önálló kötetek
- A befogadás rétegei. Tanulmányok és kritikák; Komp-Press–Korunk Baráti Társaság, Kolozsvár, 2004 (Ariadné könyvek)
- Egyszólamú kánon? Tanulmányok és kritikák (Gondolat, Budapest, 2012)
- Peremek és középpontok. Tanulmányok a 20. század első felének magyar irodalmáról (Balassi, Budapest, 2018)

## Szerkesztett kötetei
- Gyűjtők és gyűjtemények. A Nemzeti Könyvtár gyűjteményes kincsei és történetük; szerk. Boka László, Ferenczyné Wendelin Lídia; Kossuth–OSZK, Budapest, 2009
- Érték és értelmezés. (Szerk. Boka László és Sirató Ildikó) Gondolat Kiadó–OSZK, Budapest, 2010. [Bibliotheca Scientiae et Artis I.], 312.
- Szöveg – emlék – kép. (Szerk. Boka László és P. Vásárhelyi Judit) Gondolat Kiadó– OSZK, Budapest, 2011. [Bibliotheca Scientiae et Artis II.], 344.
- Az identitás forrásai. Hangok, szövegek, gyűjtemények. (Szerk. Boka László – Földesi Ferenc – Mikusi Balázs) Gondolat Kiadó–OSZK, Budapest, 2012. [Bibliotheca Scientiae et Artis III.], 264.
- Értelmiségi karriertörténetek, kapcsolathálók, írócsoportosulások. (Szerk. Biró Annamária – Boka László) Partium Kiadó–reciti, Nagyvárad–Budapest, 2014. 348.
- Propaganda az I. világháborúban. Propaganda in World War I. – Kiállítási katalógus és tanulmánykötet (szerk. Ifj. Bertényi Iván – Boka László) Bibliotheca Nationalis Hungariae (Országos Széchényi Könyvtár), Budapest, 2016. 374.
- Collectors and collections – The Treasures of the Collections in the National Széchényi Library. (ed. László Boka – Lídia Wendelin Ferenczy), OSZK–Kossuth Kiadó, Budapest, 2016. 252.
- Propaganda – politika, hétköznapi és magas kultúra, művészet és média a Nagy Háborúban. (szerk. ifj. Bertényi Iván – Boka László – Katona Anikó) Bibliotheca Nationalis Hungariae (OSZK), Budapest, 2016. 544.
- Értelmiségi karriertörténetek, kapcsolathálók, írócsoportosulások 2. (szerk. Biró Annamária – Boka László) Partium Kiadó–reciti, Nagyvárad–Budapest, 2016. 332.
- „Tipográfia régtől fogva”. A 450 éves nagyváradi nyomdászat története. (szerk. Boka László – Emődi András) Argumentum Kiadó–OSZK, Budapest, 2016. 160.
- Kuncz Aladár: Monográfiák. Szerk. Boka László – Rózsafalvi Zsuzsanna, Kuncz Aladár Összegyűjtött Munkái IV.] Kriterion Könyvkiadó–OSZK, Kolozsvár–Budapest, 2017. 340.
- Értelmiségi karriertörténetek, kapcsolathálók, írócsoportosulások 3. (szerk. Biró Annamária – Boka László) Partium Kiadó–reciti, Nagyvárad–Budapest, 2018.
- „Volt a hazának egy-két énekem”. Arany 200., Szerk. Boka László és Rózsafalvi Zsuzsanna [Bibliotheca Scientiae et Artis X.] Gondolat Kiadó–OSZK, Budapest, 2018. 193.
- „A nekifeszült mentő akarat” Kuncz Aladár emlékkonferencia. Szerk. Boka László és Brok Bernadett, Budapest, OSZK–MMA Kiadó, 2019. 182.
- „Valaki útravált…” Az úton levő és kiútkereső Ady Endre. Vál., szerk. és összeáll. Boka László és Rózsafalvi Zsuzsanna, Budapest, OSZK–MMA Kiadó, 2019. 248.
- Értelmiségi karriertörténetek, kapcsolathálók, írócsoportosulások 4. (szerk. Biró Annamária – Boka László) Partium Kiadó–reciti, Nagyvárad–Budapest, 2021. 370.
- Transzilvanizmus. Eszmék, korok, változatok. (szerk. Boka László) MMA Kiadó, Bp., 2023. 544.
- Értelmiségi karriertörténetek, kapcsolathálók, írócsoportosulások 5. (szerk. Biró Annamária – Boka László) reciti–Partium Kiadó, Budapest–Nagyvárad, 2024. 406.

## Díjak, ösztöndíjak, elismerések
- MTA Bolyai-emléklap (az MTA Bolyai Ösztöndíjbizottság elismerése) 2023.
- Alkotói ösztöndíj, NKA, 2021 (A „Minden év, túlélt év, új seregét hozza hozzám” - Ady-tanulmányok című kéziratra)
- Szép Magyar Könyv 2019 díj (Köztársasági elnöki különdíj a „Valaki útravált…” – Az úton levő és kiútkereső Ady Endre c. kötetért) MKKE, 2020.
- Új Nemzeti Kiválóság Program, MTA Bolyai+ kutatói ösztöndíj, 2019/2020.
- József Attila-díj, 2019.
- MTA Bolyai János kutatási ösztöndíj, 2019-2022.
- Alkotói ösztöndíj, NKA, 2018 (A Nemkülönben. Tanulmányok az erdélyi magyar irodalom utóbbi száz évéről c. kéziratra)
- Szép Magyar Könyv 2018 díj (Köztársasági elnöki különdíj a „Volt a hazának egy-két énekem” – ARANY 200 c. kötetért) MKKE, 2019.
- Oklevél és emlékérem – Szent László szentté avatásának 825. évfordulóján. (A lovagkirály örökségének megőrzéséért és továbbadásáért) Nagyváradi Római Katolikus Püspökség, 2017.
- Szép Magyar Könyv 2016 díj. (Antall József különdíj a Propaganda az I. világháborúban c. kötetért) MKKE, 2017.
- Oklevél és emlékérem – Szigligeti Ede munkásságának bicentenáriumán végzett tevékenységéért (a nagyváradi Szigligeti színház elismerése) 2014.
- Szép Magyar Könyv 2009 díj (Tudományos művek, szakkönyvek kategória, a Gyűjtők és gyűjtemények c. kötetért) 2010.
- Az Erdélyi Magyar Írók Ligája Irodalomtudományi díja (A befogadás rétegei című kötetéért), 2004.
- Erasmus doktori ösztöndíj (Universiteit Leiden, Hollandia) 2002.
- Az Erdélyi Múzeum Egyesület ösztöndíja ( 4 hónap, József Attila Tudományegyetem, Szeged) 1997.

## Egyéb: rendezvénysorozatok, kiállításszervezés, kurátori feladatok
- A KönyvTÁRlat című irodalmi, kulturális programsorozat iniciátora, szakmai vezetője, az estek koordinátora (8 teljes évad, - 72 est) - Országos Széchényi Könyvtár: 2011-2019;
- A KéPKEret irodalmi és művészeti beszélgetéssorozat vezetője. (3 évad, 11 alkalom, Partiumi Keresztény Egyetem: 2013-2016);
- A Holnap után címet viselő összművészeti fesztivál egyik alapítója és szervezője (Nagyvárad, Szigligeti Színház; 2013-2017);
- A Tabéry Géza novellapályázat egyik kezdeményezője és elindítója (26 év alatti fiatal prózaíróknak szóló tematikus novellapályázat. Várad folyóirat szerkesztősége, illetve PKE Magyar irodalmi tanszéki csoport: 2015-2024);

Több kiállításnak szakmai kurátora, illetve koordinátora. Fontosabbak:
- Bánffy Miklós és az erdélyi Helikon húsz esztendeje. Bécs, Collegium Hungaricum, 2024. február, illetve Nagyvárad, PKE, 2023. szeptember 18. (kurátor, szakmai szövegek: Boka László)
- A „Pacsirta-álcás sirály”: Ady Endre. Ravasz László Emlékház, Leányfalu, 2023. január–június. (kurátor, szakmai szövegek: Boka László)
- Az erdélyi Helikon két évtizede, irodalmi és szellemi hagyatéka. Leányfalu, Móricz emlékház. Kültéri tablókiállítás. 2020. december- 2021 április (kurátor: Boka László)
- „Fut velem egy rossz szekér” – Ady 100. Az Országos Széchényi Könyvtár centenáriumi tárlata Ady Endre halálának évfordulóján. 2020. január 22. – március 20. (kurátorok: Boka László, Rózsafalvi Zsuzsanna)
- A magyar hangosfilm plakátjai 1931-1944. Közös kiállítás a győri Rómer Flóris Múzeummal. OSZK, Budapest, 2017. május 31. – október 7. (kurátor: Fekete Dávid, Kiállítás-szervezés és koordináció: Boka László)
- „Más csak levelenként kapja a borostyánt”. Kincsek, kultusz, hatástörténet. OSZK, Budapest, 2017. április 28. – november 25. (kurátorok: Rózsafalvi Zsuzsanna, Szemkó Mónika; Kiállítás-szervezés és koordináció: Boka László)
- Többes számban. (A Magyar Nemzeti Múzeum és az Országos Széchényi Könyvtár I. világháborús centenáriumi tárlata. Székesfehérvár, 2016. április 14-20. (kurátor: Császtvay Tünde; szakértők: Ifj. Bertényi Iván, Boka László)
- Propaganda az I. világháborúban. OSZK, Budapest, 2015. október 16 – 2016. március 20. (kurátorok: ifj. Bertényi Iván, Katona Anikó, Szőts Zoltán Oszkár; Rózsafalvi Zsuzsanna, Boka László. Kiállítás-szervezés és koordináció: Boka László)
- Magyarok a Kaukázusban OSZK, Budapest, 2015. április 21. - július 20. (kurátor: Kránitz Péter; kiállítás-szervezés és koordináció: Boka László)
- Modern magyar kereskedelmi plakát 1924-1942. Iparművészeti Múzeum, Budapest, 2014. április 24. – július 27. (kurátor: Bakos Katalin és Katona Anikó; (kiállítás-szervezés és megnyitó: Boka László)
- „Én már rég a harangoké vagyok” Jékely Zoltán centenáriumi emlékkiállítás és pódiumbeszélgetés-sorozat. OSZK, Budapest, 2013. október 30. – 2014. január 24. (kurátor: Boka László és Péterfy Sarolt)
- A teremtés dicsérete. Weöres Sándor és Illés Árpád. Kiállítás és pódiumbeszélgetés-sorozat. OSZK, Budapest, 2013. szeptember 17. – november 17. (kurátor: Nemeskéri Erika és Földesi Ferenc, koordinátor: Boka László)
- Távol az Araráttól. Örmény kultúra a Kárpát-medencében. (BTM, Budapest, 2013. április 6. – szeptember 15.) (kurátor: Kovács Bálint és Pál Emese, koordinátor: Boka László)
- Könyv. Művészet. / Colophon. Arte., Országos Széchényi Könyvtár, Budapest, 2013. március 21. – június 20. (kurátor: Boreczky Anna)
- Az Ország Tükre. A képes sajtó Magyarországon 1780-1880. című kiállítás. Budapest Történeti Múzeum, Budapest, 2012. szeptember – 2013. január. (kurátor: Révész Emese, koordinátor: Boka László)
- Vállalkozás, polgárosodás, kultúra. Kiállítás Heckenast Gusztáv születésének 200. évfordulójára. A kiállítás (OSZK, 2011, november 18 – 2012, március 30.) és a kapcsolódó programok koordinálása, szervezése. (A kiállítás kurátora: Lipták Dorottya, koordinátor: Boka László)
- Terv és mű. Vaszary János iparművészeti munkái. OSZK, Ereklyetér, 2011, január 21. – március 10. (kurátor: Katona Anikó és Plesznivy Edit)
- Magyar föld- és éggömbök a kezdetektől napjainkig - című kiállítás (OSZK, 2010, október 15 – 2011, április 02.) szervezése. (kurátor: Plihál Katalin)
- Üzenetek William Shakespeare-től. Katona Szabó Erzsébet papírkollázsai és Kodolányi Gyula verskollázsai. (OSZK, 2010, szeptember 2. - szeptember 30.) (kiállítás-szervezés és koordináció: Boka László)
- „Látjátok feleim…”Magyar nyelvemlékek a kezdetektől a 16. század elejéig - című kiállítás (OSZK 2009, október 29. – 2010, február 28) szervezése, rendezői munkálatai. (A kiállítás kurátora Madas Edit, koordinátor: Boka László)
- Fiume magyar emlékezete. Skultéty Csaba gyűjteménye című kiállítás (OSZK, 2009, május 8 - július 12) szervező munkáinak koordinálása. (A kiállítás kurátora Benkő Andrea, koordinátor: Boka László)
- 100 éves A Holnap című kiállítás (OSZK, Manuscriptorium kiállítótér, 2008 szeptember 19 – november 22.) (kurátor: Boka László; társszervezők: Nemeskéri Erika, Andor Csaba, Rózsafalvi Zsuzsanna)
- Biblia Sacra Hungarica. A könyv, „mely örök életet ád” című kiállítás (OSZK, 2008, november 21. – 2009, március 28) szervezése, rendezői munkálatai (A kiállítás kurátora G. Szabó Botond és Heltai János, koordinátor: Boka László)
- Klimt, Schiele, Kokoschka és a dualizmus művészete. - Az áttörés kora. Bécs és Budapest a historizmus és avantgárd között. - Kiállítás a Budapesti Történeti Múzeum, a Magyar Nemzeti Galéria és az OSZK közreműködésében. „A Tegnap világa.” - Irodalom, Színház, Zene. (OSZK, 2004, március-szeptember – kurátor: Boka László)

### Vele készült, online elérhető interjúk
„Hogy megteremtsük a méltó, maradandó formát” Interjú Boka Lászlóval az OSZK Kiadó díjai kapcsán. 1-2. rész. – OSZK blog, 2019. június: https://nemzetikonyvtar.blog.hu/2019/06/25/_hogy_megteremtsuk_a_melto_maradando_format_1_resz
https://nemzetikonyvtar.blog.hu/2019/06/26/_hogy_megteremtsuk_a_melto_maradando_format_2_resz
A régió kulturális életét Budapestről is figyelem. A Bihari Napló interjúja (2019 március) Boka László irodalomtörténésszel, József Attila-díja kapcsán. https://www.biharinaplo.ro/helyi/2019/03/26/a-regio-kulturalis-eletet-budapestrol-is-figyelem.biharinaplo Archiválva 2019. április 1-i dátummal a Wayback Machine-ben
Felívelő pályán. Interjú Boka Lászlóval az OSZK Kiadó vezetőjével. [Készítette Lafferton Kálmán] Új Könyvpiac, 2018/június. https://nemzetikonyvtar.blog.hu/2018/06/04/felivelo_palyan_interju_boka_laszloval_az_oszk_tudomanyos_igazgatojaval_az_oszk_kiado_vezetojevel
Unikális állományunk tudományos igényű feltárása. Interjú Boka Lászlóval a Bibliotheca Scientiae et Artis könyvsorozat kapcsán. OSZK blog, 2019. február: https://nemzetikonyvtar.blog.hu/2019/02/14/_unikalis_allomanyunk_tudomanyos_igenyu_feltarasa_interju_boka_laszloval_irodalom-_es_kulturtortenet
Kincsvadászat Boka Lászlóval, az Országos Széchényi Könyvtár tudományos igazgatójával. Új Ember, 2017. július 16. (Mértékadó c. melléklet), illetve: Magyar Kurír. https://www.magyarkurir.hu/hirek/kincsvadaszat-boka-laszloval-nemzeti-konyvtar-tudomanyos-igazgatojaval
Radikális irodalmi hangok a sokarcú városban. A Holnap és Nagyvárad. [Interjú Boka Lászlóval. Készítette Rózsafalvi Zsuzsanna] Irodalmi Magazin, 2018/4. 31-36.
„Iszonyatos bukta, óriási hatás” Törzsasztal beszélgetés Boka Lászlóval nagyváradi könyvbemutatója kapcsán. [Készítette Szűcs László és Fried Noémi Lujza] Várad, 2018/8. 96-113.
„Ne csak magunknak magyarázzuk el, a nagyvilágnak is!” Beszélgetés Boka László irodalomtörténésszel, az OSZK tudományos igazgatójával. [kérdezett László Noémi], Helikon, 2017/4. 2-3. https://www.helikon.ro/ne-csak-magunknak-magyarazzuk-el-a-nagyvilagnak-is-beszelgetes-boka-laszlo-irodalomtortenesszel-az-oszk-tudomanyos-igazgatojaval/ Archiválva 2020. augusztus 19-i dátummal a Wayback Machine-ben
Az OSZK mint „brand” – igényesség, rang. Interjú Boka Lászlóval [Kérdezett Tóth Péter], OSZK blog, 2016. augusztus 24. http://nemzetikonyvtar.blog.hu/2016/08/24/az_oszk_mint_brand_igenyesseg_rang
A rekonstruáló kulturális emlékezet és a szakmai középút esélye. Beszélgetés Boka Lászlóval. [kérdezett Kovács Flóra és Filep Tamás Gusztáv] Tiszatáj, 68.évf., 2014/3. 55-67. http://tiszatajonline.hu/?p=52688